# Shanghai Kiss
Shanghai Kiss ist eine US-amerikanisch-chinesische Filmkomödie aus dem Jahr 2007. Regie führten Kern Konwiser und David Ren, das Drehbuch schrieb David Ren.

## Handlung
Liam Liu bewirbt sich um eine Rolle und wird abgelehnt, weil er der Meinung der Casting-Direktorin nach nicht asiatisch genug wirkt. Auf dem Heimweg lernt er die Studentin Adelaide Bourbon kennen, die im Bus ein Bild von ihm zeichnet. Später trifft er in einer Bar Georgia, mit der er schläft. Danach trifft er sich erneut mit der zwölf Jahre jüngeren Bourbon, der er eine Freundschaft anbietet.
Liu reist nach Shanghai, wo seine Großmutter gestorben ist. Er verspricht vor der Abreise Bourbon, sie täglich anzurufen. In Shanghai erfährt er, dass das von ihm geerbte Haus der Großmutter weit weniger wert ist, als er dachte. Er lernt in einer Bar Micki Yang kennen, verbringt eine Nacht mit ihr und beschließt, künftig in Shanghai zu leben.
Liu reist nach Los Angeles, wo er seine Entscheidung seinen Freunden mitteilt. Er verabschiedet sich von Bourbon, reist erneut nach Shanghai und erfährt, dass Yang einen Freund hat. Daraufhin irrt er durch eine Vorstadt, wo er auf Unverständnis stößt. Yang erklärt ihm, sie sei arm und unterhalte die Beziehung des Geldes wegen. Anschließend rät sie ihm zur Rückkehr in die Vereinigten Staaten.
Liu reist zurück und sieht zufällig, dass Bourbon einen Mann küsst. Er wird eifersüchtig. Bourbon erklärt ihm, der Mann sei ihr Freund und er sei schwul. Sie versöhnt sich mit ihm.

## Kritiken
James Berardinelli schrieb auf ReelViews, der Film beginne wie eine gewöhnliche romantische Komödie, dann würde er allerdings interessanter. Er thematisiere die Fragen der Identität, der Beziehungen und der Kulturen. Die Hauptfigur müsse sich selbst verstehen, bevor sie einen anderen Menschen lieben könne. Der Autor des „straffen“ Drehbuchs David Ren habe den Film zu seiner persönlichen Angelegenheit gemacht. Leung spiele mit der „bitteren Schärfe“ und hauche der verkörperten Figur Leben ein. Die Darstellung von Hayden Panettiere habe ähnlich viel „Schwung“ wie in Gegen jede Regel und Im Rennstall ist das Zebra los. Für einen mit einem kleinen Budget gedrehten, direkt auf DVD veröffentlichten Film wirke Shanghai Kiss sehr professionell. Er habe auch „mehr Herz und Gehirn“ als die meisten Filme.

## Auszeichnungen
Hayden Panettiere gewann im Jahr 2007 einen Preis des Newport Beach Film Festivals. Ken Leung erhielt 2007 einen Sonderpreis des San Francisco International Asian American Film Festivals.

## Hintergründe
Der Film wurde in Los Angeles und in Shanghai gedreht. Seine Weltpremiere fand am 8. Februar 2007 auf dem European Film Market statt, dem einige weitere Filmfestivals folgten. Am 9. Oktober 2007 wurde der Film in den Vereinigten Staaten direkt auf DVD veröffentlicht.